# Ареа Артиђанале Вија Кунео (Кунео)
Ареа Артиђанале Вија Кунео је насеље у Италији у округу Кунео, региону Пијемонт.
Према процени из 2011. у насељу је живело 16 становника. Насеље се налази на надморској висини од 561 м.